# Rachel Fuller Brown
Rachel Fuller Brown (Springfield, 23 novembre 1898 – Albany, 14 gennaio 1980) è stata una chimica e biochimica statunitense.
Nel 1950 lei e la microbiologa Elizabeth Lee Hazen isolarono il primo farmaco antimicotico a livello mondiale, la nistatina, ancora oggi usato nel trattamento delle micosi negli esseri umani. Questo composto è prodotto naturalmente dal batterio Gram-positivo Streptomyces noursei.

## Biografia
Rachel Fuller Brown era la figlia di Annie Fuller e George Hamilton Brown. Per esigenze lavorative del padre, un agente assicurativo, si trasferì con la famiglia famiglia a Webster Groves, nel Missouri, dove frequentò la scuola elementare; all'epoca non manifestava particolare interesse verso la scienza. Nel 1912 i suoi genitori si separarono. Lei e il fratello minore tornarono a Springfield con la madre, la quale, per necessità economiche, lavorò come segretaria e successivamente come amministratrice per diverse chiese episcopali.
La situazione finanziaria della famiglia suggeriva che, dopo il diploma di scuola superiore, Fuller Brown dovesse abbandonare gli studi per dedicarsi esclusivamente al lavoro. Ma Henrietta F. Dexter, una ricca amica di sua nonna, decise, colpita dal rendimento scolastico della giovane, di finanziarne le lezioni al Mount Holyoke College, nel Massachusetts, dove dopo pochi anni Fuller Brown conseguì la laurea in chimica e storia. Il suo interessamento al campo della chimica, disciplina di precipuo interesse nel contesto accademico di Mount Holyoke, è avvenuto dopo aver seguito un corso di scienze tenuto dalla professoressa Emma Perry Carr.
Successivamente studiò all'Università di Chicago per ottenere il dottorato in chimica organica e batteriologica. In seguito insegnò per tre anni chimica e fisica alla Francisco Shime School, vicino a Chicago.
Presentò la sua tesi di laurea nel 1926, ma ci fu un ritardo nell'organizzazione degli esami orali, necessari per completare il percorso di studi. Nel frattempo i suoi risparmi finirono e dovette abbandonare gli studi; riuscì in seguito a lavorare come chimico associato presso la Divisione di Laboratoristica e Ricerca del Dipartimento della Salute dello Stato di New York, presso Albany. Nel Dipartimento divenne celebre per aver identificato vari agenti patogeni umani. Nel 1933, quando tornò a Chicago per un incontro scientifico, Brown riuscì a superare gli esami orali che le rimanevano da sostenere e finalmente si laureò.

## Scoperte scientifiche
I primi lavori di Fuller Brown presso il Dipartimento della Salute si concentrarono sull'identificazione dei principali tipi di batteri che causano la polmonite. La stessa Brown contribuì a sviluppare un vaccino contro la polmonite, un agente utilizzato per combattere la malattia, ancora in uso oggi. Studiando approfonditamente le proprietà di alcuni polisaccaridi, arrivò inoltre a sviluppare semplici test di facile esecuzione allo scopo di individuare di volta in volta lo specifico agente responsabile della polmonite.
Nel 1948 fu avviato un progetto con Elizabeth Lee Hazen, già rinomata nell'ambito della patologia micologica, che due anni più tardi alla scoperta della nistatina, sostanza polienica prodotta dal batterio Gram-positivo Streptomyces noursei, ancora oggi largamente utilizzata nel trattamento delle micosi. Dotata di proprietà antibiotiche, in particolare antimicotiche, la nistatina è impiegata anche in botanica per la cura di alcune patologie delle piante, come la grafiosi.
La penicillina, un antibiotico innovativo utilizzato per combattere un'ampia varietà di malattie, era stata scoperta nel 1928 e negli anni successivi essa e i suoi derivati erano stati utilizzati in modo massivo per combattere le malattie batteriche. Un effetto collaterale fu il frequente sviluppo di funghi nei pazienti trattati con antibiotici, i quali a seguito di queste infezioni micotiche potevano sviluppare gastralgie e infiammazioni del cavo orale. Nel 1951, il Dipartimento dei Laboratori Sanitari autorizzò Fuller Brown a continuare la collaborazione con Lee Hazen nell'ambito della ricerca scientifica.
Lee Hazen e Fuller Brown scoprirono due ulteriori sostanze dotate di proprietà antibiotiche: la falamicina e la capacidina.
Fuller Brown mise a punto test diagnostici per la sifilide molto più rapidi rispetto ai precedenti; essi si basavano infatti su tecniche per accelerare la precipitazione, nei preparati di laboratorio, delle molecole antigeniche del Treponema pallidum, agente eziologico della malattia.
Rachel Fuller Brown morì il 14 gennaio 1980 ad Albany, nello Stato di New York, all'età di 81 anni.

## Riconoscimenti
- Premio Squibb per le ricerche in chimica applicata alla medicina, insieme a Elizabeth Lee Hazen (1955)[5]
- Premio da parte del Dipartimento della Salute di New York al momento del pensionamento, nel 1968[5]
- Premio Rhoda Benham della Società Medica di Micologia delle Americhe, nel 1972[5]
- Venne inclusa nella National Inventors Hall of Fame, nel 1994, per i suoi meriti nel campo delle biotecnologie[6]